# Вполне упорядоченное множество
Вполне упорядоченное множество (сокр. ВУМ) — линейно упорядоченное множество M такое, что в любом его непустом подмножестве есть наименьший элемент. Другими словами, это  фундированное множество с линейным порядком.

## Примеры
- Пустое множество является вполне упорядоченным.
- Простейший пример бесконечного вполне упорядоченного множества — множество натуральных чисел с естественным упорядочением.
- Множество целых чисел не является вполне упорядоченным, так как, например, среди отрицательных чисел нет наименьшего. Однако его можно сделать вполне упорядоченным, если определить нестандартное отношение «меньше или равно»[1], которое обозначим {\displaystyle \preccurlyeq } и определим следующим образом:

{\displaystyle a\preccurlyeq b,} если либо {\displaystyle a=b,} либо {\displaystyle |a|<|b|,} либо {\displaystyle |a|=|b|} и {\displaystyle a<0<b.}
Тогда порядок целых чисел будет таким: {\displaystyle 0\preccurlyeq -1\preccurlyeq 1\preccurlyeq -2\preccurlyeq 2\dots } В частности, {\displaystyle -1} будет наименьшим отрицательным числом.
- Простейшим примером несчётного вполне упорядоченного множества является совокупность всех счётных порядковых чисел, упорядоченных отношением {\displaystyle \in }. В предположении континуум-гипотезы его мощность равна мощности континуума.

## Свойства
- Согласно теореме Цермело, если принять аксиому выбора, то любое множество можно вполне упорядочить. Более того, утверждение о существовании полного порядка для любого множества эквивалентно аксиоме выбора. В частности, при наличии аксиомы выбора множество вещественных чисел можно вполне упорядочить.
- Если X и Y — два вполне упорядоченных множества, то либо они изоморфны друг другу, либо ровно одно из них изоморфно начальному отрезку другого.